# Nils Östling
Nils Östling (i riksdagen kallad Östling i Linköping), född 5 april 1830 i Östra Husby församling, Östergötlands län, död 17 januari 1894 i Linköpings församling, Östergötlands län, var en svensk skolman och riksdagsman.
Östling var tillf. rektor vid Linköpings högre allmänna läroverk och riksdagsman i andra kammaren. Han är begravd på Norra griftegården i Linköping.